# Radio Rebel
Radio Rebel (bra: Rebelde da Rádio; prt: Rádio Rebelde) é um telefilme de drama adolescente de 2012, baseado no romance popular Shrinking Violet da autora Danielle Joseph. É estrelado por Debby Ryan, Merritt Patterson, Adam DiMarco, Sarena Parmar e Nancy Robertson. A trama segue uma garota tímida (Ryan) que se disfarça como uma personagem de rádio que lhe permite expressar seus verdadeiros sentimentos. Sua identidade é colocada em risco quando o diretor da escola (Robertson) ameaça expulsar a jovem após muitas encrencas.
O filme estreou no Disney Channel nos Estados Unidos em 17 de fevereiro de 2012 e na YTV no Canadá em 09 de março de 2012, no Disney Channel Brasil, estreou dia 15 de abril de 2012 e no Disney Channel Portugal em 05 de outubro de 2012. Foi produzido pela MarVista Entertainment e Two 4 Money Media, em associação com a YTV e o Disney Channel. 

## Premissa
Tara Adams (Debby Ryan) é uma adolescente tímida que, na privacidade de seu quarto, faz transmissões de rádio usando seu computador e um modulador de voz, sob o codinome de "Rebelde da Rádio". Quando seu padrasto descobre que Tara é a "Rebelde", ele dá a ela um programa fixo na sua estação de rádio. Enquanto tenta conciliar sua "identidade secreta" com a vida de estudante tímida, Tara se apaixona por Gavin, tornando-se alvo da fúria de Stacy, a garota mais popular da escola.

## Elenco
| Ator/Atriz            | Personagem                  |
| --------------------- | --------------------------- |
| Debby Ryan            | Tara Adams/Rebelde da Rádio |
| Merritt Patterson     | Stacy DeBane                |
| Adam DiMarco          | Gavin Morgan                |
| Sarena Parmar         | Audrey Sharma               |
| Mercedes de la Zerda  | DJ Cami Q                   |
| Atticus Dean Mitchell | Gabe LaViolet               |
| Allie Bertram         | Kim                         |
| Iain Belcher          | Barry                       |
| Rowen Khan            | Larry                       |
| Nancy Robertson       | Diretora Moreno             |
| Martin Cummins        | Rob Lynch-Adams             |
| April Telek           | Delilah Adams               |

## Produção
Quando Shrinking Violet foi adaptado para um filme, certos elementos foram alterados, incluindo a personagem "Teresa" sendo renomeada para "Tara" e sua identidade no rádio sendo mudada de "Sweet T" para "Radio Rebel".
O filme foi dirigido por Peter Howitt e gravado no Canadá, com as filmagens ocorrendo durante o verão de 2011 em Vancouver. As cenas na escola, e algumas cenas no SlamFM, foram filmadas na Meadowridge Independent School em Maple Ridge, Colúmbia Britânica. O roteiro foi escrito por Erik Patterson e Jessica Scott. Michael Jacobs, Robyn Snyder e o CEO da MarVista, Fernando Szew, foram os produtores executivos do filme, com Kim Arnott e Oliver De Caigny. "Estamos confiantes de que Radio Rebel apresenta os mesmos elementos que fizeram de nossa primeira produção um grande sucesso, incluindo um roteiro bem-feito, cômico e rápido e um elenco talentoso, além de várias músicas originais que certamente encantarão adolescentes de todo o mundo," explicou Szew.
Debby Ryan gravou duas canções para promover o filme: um cover de "We Got the Beat" do The Go-Go's e uma colaboração com Chase Ryan e Chad Hively, chamada "We Ended Right".

## Divulgação
O filme foi acompanhado por uma programação de uma semana chamada We Got the Beat Week, que consistia em novos videoclipes, séries e filmes do Disney Channel com temas musicais.[carece de fontes?]

## Trilha sonora
A trilha sonora de Radio Rebel foi lançada em 21 de fevereiro de 2012 pela Walt Disney Records.

### Faixas
| N.º | Título                                                       | Duração |  |
| 1.  | "We Got the Beat" (Debby Ryan)                               | 2:23    |  |
| 2.  | "Can't Stop The Rock" (The Barrymores)                       | 2:34    |  |
| 3.  | "Afterthought" (The Whereabouts)                             | 2:50    |  |
| 4.  | "Turn It All Around" (The GGGG's)                            | 2:46    |  |
| 5.  | "We So Fly" (The GGGG's)                                     | 2:44    |  |
| 6.  | "Brand New Day" (Kari Kimmel)                                | 2:37    |  |
| 7.  | "Backing Off" (Champion)                                     | 2:53    |  |
| 8.  | "We Ended Right" (Debby Ryan feat. Chase Ryan e Chad Hively) | 4:06    |  |
| 9.  | "No Advances" (Two Hours Traffic)                            | 3:18    |  |
| 10. | "Like You Love Her" (Fat Sue)                                | 3:48    |  |
| 11. | "Now I Can Be The Real Me" (The Gggg's)                      | 3:18    |  |
| 12. | "Touch The Ground" (Central Park feat. Maylee Todd)          | 1:58    |  |
| 13. | "My Revolution" (Above Envy)                                 | 2:37    |  |
| 14. | "A Wish Comes True Everyday" (Debby Ryan)                    | 3:11    |  |
| 15. | "Rebel New"                                                  | 3:05    |  |

## Recepção

### Audiência
Radio Rebel lançou nos Estados Unidos em 17 de fevereiro de 2012 com 4,3 milhões de telespectadores na noite de estreia. Se comparado com o filme anterior de Debby Ryan, 16 Wishes, a audiência foi a maior da noite de estreia com 5,6 milhões de telespectadores. A primeira exibição do filme no Disney Channel HD foi no formato HD, diferentemente de outros filmes gravados em HD, que tiveram sua estreia e exibições até hoje no formato SD.

## Exibição
O filme foi ao ar no Disney Channel nos Estados Unidos em 17 de fevereiro de 2012. Estreou em 9 de março de 2012 no Canadá na YTV, em 1 de junho de 2012 no Disney Channel Reino Unido e Irlanda, em 17 de junho de 2012 no Disney Channel da Ásia, como na Malásia, Singapura e Filipinas, em 6 de julho de 2012 no Disney Channel Austrália e Nova Zelândia, e em 16 de junho de 2013 no Disney Channel da África do Sul. Em 2016, o filme chegou na Netflix da Austrália.
No Brasil, em 10 de janeiro de 2014, o filme foi exibido pela TV Globo dentro do programa Sessão da Tarde, sendo exibido também no dia 16 de janeiro de 2015. Foi exibido novamente no dia 27 de setembro de 2017.